# Ноздрин-Плотницкие
Ноздрин-Плотницкие (пол. Nozdryna Płotnicki) — потомственный шляхетский дворянский род, из польских бояр, возникший в киевских землях Великого Княжества Литовского в середине XVI века.
Род этот берёт своё начало от боярина Проня Ноздрыны, сына Оксента, о котором известно, что в начале XVI века он получил у князя Пинского Теодора Ярославовича привилегию на два поместья — одно в Плотнице (отсюда добавление Плотницкий), а второе в Морозовичах. Позже эта привилегия была подтверждёна (1507) королём Зигмундом Старым.